# Gato (cañón)
Se llama gato a un instrumento usado en la artillería para reconocer el ánima de los cañones. 
Se compone de ocho varillas de hierro con puntas hacia afuera que tiene su origen en un mango de hierro, fijo en un palo o asta. Por medio de un anillo montado en otra asta se comprimen aquellas y se meten dentro del cañón hasta su fondo. Tirando después del asta del anillo quedan las puntas en libertad y por su actividad se obra contra la superficie del ánima. En esta disposición se saca poco a poco el palo, dándole al mismo tiempo un movimiento de rotación para que las puntas recorran toda la superficie interior. Si hubiese interrupción, se marca en el asta la distancia a que se halla y extraen el gato, volviendo a comprimirlo con el anillo.